# Malo Louarn
 (novembre 2023).
Si vous disposez d'ouvrages ou d'articles de référence ou si vous connaissez des sites web de qualité traitant du thème abordé ici, merci de compléter l'article en donnant les références utiles à sa vérifiabilité et en les liant à la section « Notes et références ».
Pour les articles homonymes, voir Louarn.
Malo Louarn, né le 29 avril 1949 à Melun (Seine-et-Marne) et mort le 5 novembre 2023 à Argol (Finistère), est un auteur de bande dessinée français.

## Biographie

### Naissance
Malo Louarn est né le 29 avril 1949 à Melun (Seine-et-Marne).

### Contexte familial et formation
Fils d'Alan Louarn, frère de Lena et de Tangi Louarn, il effectue des études littéraires classiques (Institution Saint-Joseph à Lannion de 1960 à 1964, époque où sa famille réside à Yerres, et Rennes à partir de 1962, puis Lycée Saint-Martin à Rennes),,,,,, puis une licence d'anglais.

### Carrière
Il devient dessinateur pour l’hebdomadaire de bandes dessinées Le Journal de Tintin, en 1972-1974 (Goulven et Folklo), puis chez Spirou (Gwennyn, Le Candidat, La Vedette, Le Cannonier de Vodkagrad), lancé par l'atelier de Rennes d’un autre dessinateur breton : Jean-Claude Fournier.
Malo Louarn travaille à FR3 Bretagne (dessins d'actualité), puis à Antenne 2 (À nous deux, de Patrick Poivre d'Arvor). Après un bref retour chez Spirou, il publie dans Ouest-France la première aventure de Rona, en 1985. Scénariste, il écrit Maâr-Rhan pour Gégé, et Les Routiers avec Dominique Mainguy chez Claude Lefrancq. Il est le dessinateur de la série Rona à Ouest-France (5 albums parus), et de Commissaire Keuye à Boiselle & Löhmann (Allemagne).
Il est dessinateur d'humour pour de nombreuses revues agricoles, d'entreprises, d'associations municipales, de caricatures et dessins au rétroprojecteur, logos, mascottes, etc. Il dessine régulièrement pour des revues bretonnes.
Militant politique, Malo Louarn revendique un pays qui a perdu ses structures étatiques. Il est passionné de football. Il auto-édite ses livres à Argol où sa femme est agricultrice. Il a quatre enfants, dont la chanteuse Gwennyn Louarn.

### Mort
Malo Louarn est mort le 5 novembre 2023 à Argol en presqu’île de Crozon, à l’âge de 74 ans,,,,,,.

## Publications
Série Rona
1. Rona : L'or du Macho-Fichu, Ouest-France, 1985 ;
2. Rona et l'honorable docteur Woo, Ouest-France, 1985 ;
3. Rona et l'archipel du Poulo-Melong, Ouest-France, Rennes, 1986 ;
4. Rona et le roi du Rock, Ouest-France, 1987 ;
5. Rona : Le bouclier de Lucterios, Rennes, Ouest-France, 1989 ;
6. Les nouvelles aventures de Rona : Le pays où les ruisseaux sont des fleuves, Éditions P'tit Louis, 2008 ;
7. Les nouvelles aventures de Rona : La symphonie de la mérule, Éditions P'tit Louis, 2009 ;
8. Les nouvelles aventures de Rona : La petite Julie, Éditions P'tit Louis, 2011.

Série Les Exploits de l'Olympic F.C.
1. La Vedette - Éditions du Dragon, 1982. Rééd. Éditions P'tit Louis - 2010.
2. Le Canonnier de Vodkagrad - Éditions du Dragon, 1982. Rééd. Éditions P'tit Louis - 2010.
3. La Taupe de Botagogo - Éditions P'tit Louis - 2011.
4. Le Book - Éditions P'tit Louis - 2012.

Autres ouvrages
- Kommissar Gussauge ermittelt. BSE Verlag - 1992 en langue allemande.
- Bec'h dei ! yezhadur brezhonek kelc'hiad 3 ha skolaj. TES = Ti-embann ar skolioù brezhonek - Saint Brieux. 1990. Diwan. Illustré par Malo Louarn et Gildas Le Buhé
- Les Routiers / scénario Malo Louarn ; dessin Dominique Mainguy ; couleurs Bertrand Denoulet. Claude Lefrancq Éditeur (CLE), coll. "BDÉvasion", 1995, 46 p.  (ISBN 2-87153-191-9)
- La question bretonne enquête sur les mouvements politiques bretons. (avec Erwan Chartier et Ronan Larvor). An Here, 2002. Les auteurs, journalistes, ont rencontré plus d’une cinquantaine de militants bretons, de l’extrême gauche à l’extrême droite, mettant en lumière leurs revendications et leurs parcours politiques ou personnels. Illustré par Malo Louarn.
- La France éclatée, An Here, 2002. Régionalisme, autonomisme, indépendantisme. Illustré par Malo Louarn.
- Konchennou Ar Gouelan Masklet. Emgleo Breiz - Brest de  Yann Bijer. Illustré par Malo Louarn
- Nevez amzer ar brezhoneg Dihun : Div Yezh : Diwan : Kuzul sevenadurel Breizh - Rennes. 2003. Illustré par Nono (illustrateur) et Malo Louarn
- Petites Histoires de Noël - Éditions P'tit Louis (2003). Participation à ce hors série : 20 auteurs fêtent le 10e anniversaire des aventures de Vick et Vicky de Bruno Bertin
- Le Candidat - Éditions P'tit Louis (2007).
- L'humeur de Malo - Toutes les semaines dans le journal agricole Paysan Breton.